# LOL: Živeti burno
LOL je tinejdžerska američka romantična komedija iz 2012. godine režisera Lise Acuelos, scenariste Acuelos i Kamir Ajnouc. Film je obrada francuskog filma iz 2008. godine LOL (Laughing Out Loud), koji je takođe režirao Acuelos. Njegove zvezde su Majli Sajrus, Demi Mur, Ešli Grin i Adam Sevani. Snimljen je 2010. godine, ali je objavljen od strane Lionsgate dve godine kasnije, u Sjedinjenim Američkim Državama 4. maja 2012. godine, kao ogranilčeno izdanje u 105 bioskopa bez promocija. Pre nego što je objavljen u SAD-u, LOL je objavljen u Indiji i Singapuru. Film je objavljen u 26 država. Film je primio većinom negativne kritike od filmskih kritičara i zaradio je 10.4 miliona dolara na budžetu od 11 miliona dolara.

## Radnja filma
Lola (Majli Sajrus) vodi običan život, sa svojim dečkom Čedom (Džordž Fin), i najboljim prijateljima Emili (Ešli Hinšav), Dženis (Lina Esko) i Kajl (Daglas But). Kada se vrate u školu, nakon letnjeg raspusta, Lola otkriva da ju je Čed varao tokom leta, tako da su njih dvoje raskinuli. Lola i Kajl počinju da shvataju da gaje osecanja jedan prema drugom i upuštaju se u vezu, ali ovo je teško zbog činjenice da su Kajl i Čed najbolji prijatelji, i Lolin neprijatelj Ešli (Ešli Grin) voli da flertuje sa mnogo momaka u školi i zaljubljena je u Kajla. Kajl i njegov bend, "No shampoo" koji takođe uključuje Čeda žele da se takmiče u borbi bendova, ali Kajlov otac ne podržava Kajlovu strast prema muzici i oseća da ga ometa u njegovog školskog radu, situacija dodatno komplikuje Čadova ljubomora prema Lolinoj i Kajlovoj novoj vezi.
Lolina majka, En (Demi Mur), je razvedena osoba koja često ima seks sa svojim bivšim mužem, Alenom (Tomas Džejn), dok ona smatra da je Alen spavao sa drugom ženom u isto vreme. En takođe počinje da shvata da ona i Lola se još više udaljavaju. Lola organizuje žurku i uhvatila ju je En, koja preti da se ne dozvoli Lola da ode na ekskurziju u Pariz.
Stvari konačno počinju da se menjaju kada En upoznaje policajca Džejmsa (Džej Hernandez) i počnu do izlaze. Tokom njihove veze, Džejms nudi Eni savete o tome kako da uspostavi kontakt sa Lolom ponovo. Ona prihvata savet. Nakon prezentacije u školi Lola traži Kajla u kupatilu i slučajno čuje dvoje ljudi koji imaju seks u kabini. Lola pretpostavlja da su Kajl i Ešli nakon što je videla torbicu sličnoj Ešlinoj koja viri ispod kabine. Zapratov su to bili Emili i Ven koji su se smuvali u kabini, ali Emili ne govori Loli, jer njeni prijatelji misle da Ven (Adam Sevani) ima bubicu i posle joj je bilo neprijatno što se smuvala sa njim, Lola se suočava sa Ešli, koja ne poriče to jer voli Kajla i želi da udje u odnos između Lole i Kajla.
Velika rasprava je izbila između Kajla i Lole, gde Lola optužuje Kajla da ju je varao, i njih dvoje raskidaju. Kajlov otac saznaje da Kajl lagao o svojim ocenama i puši marihuanu koja vodi do njega da bude kažnjen i njegov otac uništava svoju gitaru. Nakon raskida, Lola je odlučna da napravi Kajla ljubomornim i pokušava da uradi tako što će se ljubiti sa njenim prijateljem iz detinjstva Džeremijem (Džin-Luk Biloud). U međuvremenu, Lola i En ponovo uspostave vezu, i En omogućava Loli da ide na ekskurziju u Parizu.
Dok je na ekskurziji u Parizu, Emili konačno priznaje Loli da su ona i Ven bili u kupatilu, a ne Ešli i Kajl. Nakon što saznaje ovo, Lola i Kajl su se pomirili i Lola provodi celu noć sa Kajlom gde ostaje i oni imaju seks po prvi put.
Kada se svi vrate kući, Čed i Kajl se izmire i daju svoj blagoslov Kajlovoj i Lolinoj vezi. Lola se drži za Ashlei kada je Čad vređa. Ešli joj se zahvaljuje za ovo i oni postaju prijatelji. U međuvremenu, En pronalazi Lolin dnevnik i saznaje da je Lola spavala sa Kajlom i da je uzimala drogu pušenjem marihuanu. Ona suočava Lolu i njih dve su se posvađali, zbog čega se Lola useljava sa tatom. 
Na kraju, Lola i en se izmire i Lola se vraća da živi sa majkom. Kajlov bend pobedjuje bitku bendova i njegov otac konačno počinje da podržava njegovu muzičku aspiraciju. Kajl i Lola ostaju zajedno, Ešli i Čed počinju da izlaze i Emili i Ven su zajedno kao jer je više nije sramota da bude sa njim. Film se završava tako što se En i Lola smeju na glas dok se maze.

## Uloge
- Majli Sajrus kao Lola Viliams
- Demi Mur kao En Viliams
- Daglas But kao Kajl Ros
- Ešli Hinšav kao Emili
- Ešli Grin kao Ešli
- Džej Hernandez kao Džejms
- Tomas Džejn kao Alen Viliams
- Marlo Tomas kao Gran Viliams
- Džordž Fin kao Čed
- Lina Esko kao Dženis
- Tanc Vatson kao Lojd
- Adam Sevani kao Ven
- Nora Dun kao Emilijina Majka
- Džina Geršon kao Keti
- Fišer Stivens kao Roman
- Ostin Nikolas kao Ross
- Džin-Luk Biloud kao Džeremi

## Produkcija
Principal photography je počela 16. jula 2010. godine u Dirborn, Mičigen. LOL je, pre svega, snimljen u Grosse Pointe South High School u gradu Grosse Pointe, predgrađu severoistočno od Detroita, Mičigen. Takođe je sniman u Čikagu, Ilinois. U septembru 2010. godine, proizvodnja se seli u Pariz. Naknadna produkcija je počela 14. septembra 2010. godine, a potrebno je bilo godinu dana i dve nedelje pre nego što je završena 1. novembra 2011. Film je postavljen da bude pušten u 2011. godini, ali je gurnut u 2012. Film je prvobitno trebalo da bude televizijski drama, ali takvi planovi su se promenili kada je serija naletela na pravna pitanja u vezi sa francuskim filmom sa istim imenom.

### Muzika iz filma
1. "Everybody" - Ingrid Michaelson
2. "Everybody's Got to Learn Sometime" – Jean-Phillipe Verdin
3. "You Can't Always Get What You Want" – The Rolling Stones
4. "Somewhere Only We Know" – Keane
5. "Houdini" – Foster the People
6. "The Big Bang" – Rock Mafia
7. "Microphone" – Coconut Records
8. "Location" – Freelance Whales
9. "Cul et chemise" – BB Brunes
10. "Birds" – The Submarines
11. “Heart on Fire" — Jonathan Clay
12. "Little Sister" — Jonathan Clay and Becky Henkel
13. "Dreamers" - Jean-Philippe Verdin

## Izdanje
LOL je prvobitno postavljen da ima široko domaće izdanje, ali umesto toga, požuren je ograničenom izdanju bez značajnog marketinga iz filmske ekipe. Film je pušten samo zbog tehničkih razloga u ugovoru i to je doprinelo da to bude finansijski neuspeh na blagajnama.  
Desetog februara 2012. godine, film je pušten prvi put u Indiji i 1. marta 2012. godine u Singapuru. Izabran film je imao ograničeno izdanje pušteno 4. maja 2012. godine u Sjedinjenim Američkim Državama.

## Odgovor kritičara
Na pregledu prikupljenom na Rotten Rotten Tomatoes-u, film ima 17% rejting odobravanja i prosečnu ocenu od 3,7/10 na osnovu šest kritike.

## Nagrade i nominacije
| Nagrade                  | Kategorija                    | Primalac     | Rezultat   |
| ------------------------ | ----------------------------- | ------------ | ---------- |
| 2012 Teen Choice Awards  | Choice Movie Actress: Romance | Majli Sajrus | Номинација |
| 2012 Do Something Awards | Movie Star: Female            | Majli Sajrus | Номинација |

### Domaći mediji
Film je dostupan na DVD-u, Blu-ray-u, digitalno preuzimanje, a na on-demandu od 31. jula 2012. godine u Sjedinjenim Američkim Državama od Lionsgate Home Entertainment.

## Spoljašnje veze
- LOL: Živeti burno на веб-сајту  (језик: енглески)
- на веб-сајту  (језик: енглески)
- LOL: Živeti burno на веб-сајту  (језик: енглески)